# Rajōmon
Rajōmon (japanisch 羅城門, auch: Raseimon, deutsch „Festungstor“) war das Tor, das sich am südlichen Ende der Hauptstraße Suzaku-ōji der alten, nach chinesischem Muster gebauten Hauptstädte Japans Heijō-kyō (Nara) und Heian-kyō (Kyōto) befand. Am nördlichen Ende als Portal zum kaiserlichen Palast befand sich das Suzakumon. Für die Hauptstadt Fujiwara-kyō (Kashihara) ist das entsprechende Rajōmon im Gegensatz zum Suzakumon noch nicht entdeckt.

## Aussprache
Rajōmon und Raseimon sind On-Lesungen der Schriftzeichen: Rajōmon ist die ältere Go-on (Wu-Lautung) aus dem 5./6. Jahrhundert und Raseimon die spätere Kan-on (Han-Lautung).
Der Nō-Dramatiker Kanze Nobumitsu († 1516) verwendete die Schreibweise 羅生門, in der das Zeichen für Burg durch das für Leben ersetzt ist, das ebenfalls sei, aber auch shō gesprochen wird, und führte damit die Lesung Rashōmon ein. Das ist die im heutigen Japan übliche Schreibweise und Lesung.

## Rajōmon von Heian-kyō

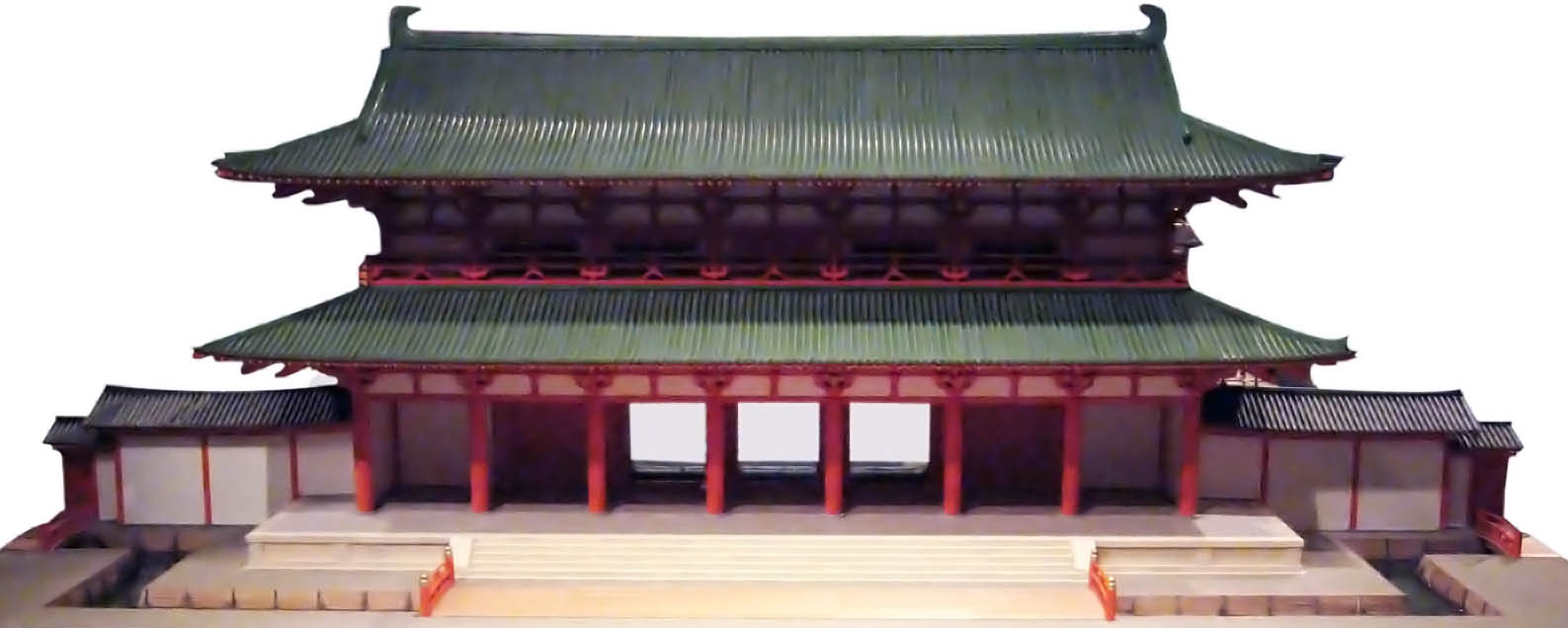
Modell eines möglichen Aussehens des Rajōmon von Heian-kyō

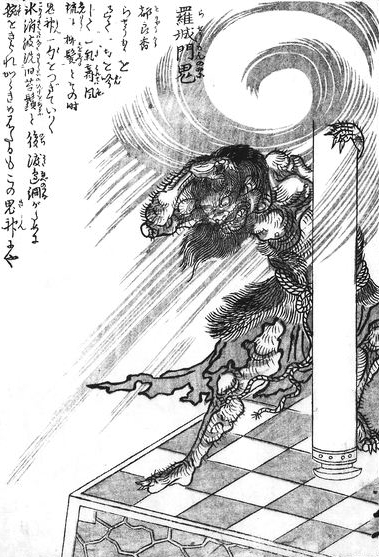
Rajōmon no Oni in Toriyama Sekiens Konjaku Hyakki Shūi (1781)

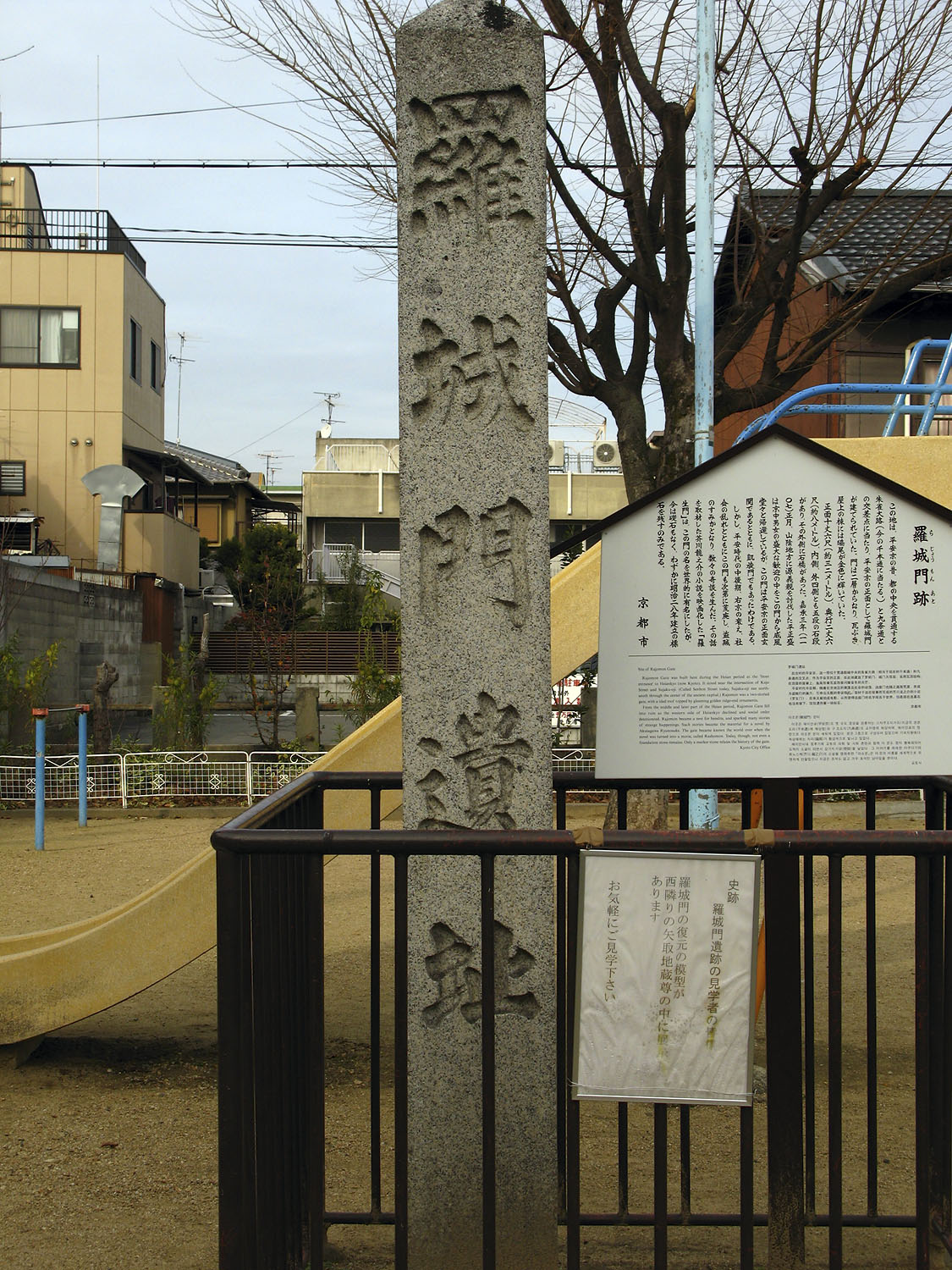
Gedenkstein an der Stelle des zerstörten Rajōmon

### Geschichte
Während der Heian-Zeit war ein großer Teil des damaligen Kyōto als Stadtfestung ausgebaut. Rajō bezeichnet den äußersten Befestigungsring, wobei „Rajōmon“ (34° 58′ 45,7″ N, 135° 44′ 33,4″ O) den Hauptzugang zum befestigten Stadtgebiet markierte. Das Tor wurde 789 erbaut und hatte für die damalige Zeit mit 32 m Breite, 9 m Tiefe und 21 m Höhe enorme Ausmaße. Vier Kilometer nördlich am anderen Ende der Hauptstraße befand sich das Suzakumon mit gleichem Aussehen und Abmessungen. Das Tor stand auf einem stark befestigten Steinfundament, das Dach war mit einem Firstbalken versehen.
Da die Tiefe im Gegensatz zur Höhe und Breite zu knapp bemessen war, stürzte es am 11. September 816 (traditionell: Kōnin 7/8/16) durch Windeinwirkung ein, wurde danach aber wieder aufgebaut. Am 20. September 980 (traditionell: Tengen 3/7/9) stürzte es erneut ein, wurde dieses Mal aber nicht wieder aufgebaut. Das Tor verlor bereits wenige Jahrzehnte zuvor seine Bedeutung als Repräsentationsbau, als mit dem Untergang der koreanischen Königreiche Balhae und Silla auch deren Gesandtschaften ausblieben.
Fujiwara no Michinaga benutzte im Jahre 1023 Steine des Tores zum Bau des buddhistischen Tempels Hōjō-ji.

### In der japanischen Literatur
Das Tor steht in der japanischen Literatur für einen Ort, an dem sich zwielichtige Gestalten und Verbrecher verstecken oder aufhalten oder Leichen und ungewollte Babys abgelegt werden und ist damit Symbol für moralischen Zerfall in Notzeiten und endzeitliche Stimmung, wie sie am Ende der Heian-Zeit geherrscht haben soll. Die symbolische Bedeutung wurde in der Literatur immer wieder aufgegriffen. Einer volkstümlichen Legende nach soll das Tor von einem Oni namens Ibaraki Dōji (茨木童子) bewohnt gewesen sein, der die schönsten Mädchen entführt und in den Türmen des Tors schlechte Dinge mit ihnen tut. Der Held Minamoto no Yorimitsu (944–1021) soll das üble Treiben beendet und dem Kaiser den Kopf des Monsters gebracht haben.
Im Nō-Stück Rashōmon ist Yoritome allerdings Randfigur (wakizure). Er bittet Fujiwara no Yasumasu, die Geschichte von Watanabe no Tsuna (waki I) zu erzählen, der aus dem Rashōmon den Teufel (shite) vertreibt.
Die kurze Erzählung Rashōmon 羅生門 (1915) von Akutagawa Ryūnosuke schildert, wie ein Mann, den sein Herr nach jahrelangem Dienst fortgejagt hat und der nun vor dem Nichts steht, in der von Erdbeben, Wirbelstürmen, Feuersbrünsten und Hungersnöten heimgesuchten Stadt Kyōto am Abend unter dem verfallenen Rashomon das Ende des Regens abwartet. Im Obergeschoss des Tores beobachtet er eine alte Frau, die den dort herumliegenden Leichen Haare ausreißt. Zur Rede gestellt, gibt sie an, dass sie daraus Perücken mache, um nicht zu verhungern. Der Mann, der eben noch entschlossen gewesen war, lieber den Hungertod zu sterben als zum Räuber zu werden, wird darauf anderen Sinnes. Er erklärt der Alten, dass sie es ihm dann sicher nicht verübele, dass er sie nun beraube, weil er sonst verhungern müsse, reißt ihr den Kimono vom Leib und verschwindet damit in der Nacht.
Weltbekannt wurde Rashomon durch den gleichnamigen Film von Akira Kurosawa aus dem Jahr 1950, in dem das Tor Schauplatz der Rahmenhandlung ist, die mit Akutagawas Erzählung allerdings kaum noch etwas zu tun hat. In diese Rahmenhandlung eingebettet ist die filmische Adaption von Akutagawas Erzählung Yabu no Naka 薮の中 (1922; Im Dickicht) von einem Verbrechen, über das die als Täter, Opfer oder Augenzeugen vor Gericht Vernommenen in einander widersprechender, gleichwohl aber plausibler Weise berichten, und damit die Möglichkeit, die Wahrheit herauszufinden, grundsätzlich in Frage stellen. Die dafür ab und zu verwendete Bezeichnung Rashomon-Effekt erscheint wenig glücklich.

### Rajōmon heute
Von dem Tor sind heute keinerlei Reste erhalten, sogar das Fundament ist bis auf den letzten Stein entfernt worden. Die Stadt ist seither mehrere Male umgebaut worden und auch die Straßen verlaufen anders. An der Stelle, wo das Tor früher stand, steht heute ein Gedenkstein. Eine hölzerne Tafel in japanischer und englischer Sprache erklärt die historische und literarische Bedeutung des Ortes, der heute an der Kujō-Straße, im Westen der Nationalstraße 1, nahe dem Tempel Tō-ji liegt. Auf dem Grundriss des Tores befindet sich heute ein Kinderspielplatz. Eine nahe Bushaltestelle trägt den Namen Rajōmon.
Die Rekonstruktion des Tores ist derzeit nicht geplant. Sie gilt als überaus schwierig bis unmöglich, weil es keine authentischen Hinweise auf die Architektur des Tores gibt.

## Rajōmon in Heijō-kyō
Das Rajōmon von Nara stand 4 km südlich vom Suzakumon. Die beiden Steinfundamente wurden zwischen 1969 und 1972 gefunden. Basierend auf diesen Steinfundamenten war das Tor 41,5 m breit.
Einige der Fundamentsteine wurden im 16. Jahrhundert von Toyotomi Hidenaga bei der Erweiterung seines Schlosses in Kōriyama benutzt.